# ولاية لوى
ولاية لوى هي إحدى ولايات محافظة شمال الباطنة، سلطنة عمان. تُطل على ساحل بحر عمان من جهة الشرق وتحدها من جهة الشمال ولاية شناص ومن الجنوب ولاية صحار ومن جهة الغرب ولاية محضة بمحافظة البريمي، وهي تبعد عن مدينة مسقط حوالي 277 كيلو متر.

## التسمية
قيل جاء من التواء الأشجار الكثيفة الموجودة في الولاية، وفي تفسير آخر قيل نسبة إلى اجتماع الألوية بسبب خوضها الكثير من الحروب فهناك كان التقاء الكثير من الجيوش فيها.

## المعالم السياحية
وتضم الولاية عددا من القلاع والحصون والأبراج، أهمها قلعة لوى التي تتألف من ثلاث أبراج رئيسية تتمركز في أطراف السور المحيط بهذه القلعة، وقلعة فزح التي يبلغ ارتفاعها مائة متر تقريبا. أما حصن أولاد يعرب فهو من الطين الأبيض، ويقع على شاطئ البحر في منطقة حرمول، كما ينتشر بالولاية وعلى قمم جبالها عدد من الأبراج. وبها أيضا عدد من المساجد الأثرية، أهمها مسجد الإمام الربيع بن حبيب، وهو أحد علماء عمان الذي نشأ في قرية غضفان بالولاية. إلى جانب ذلك، هناك بعض المعالم السياحية التي تتمثل في عدد من العيون والأفلاج والكهوف، مثل «عين العزم» المحاذية لخور البحر والتي تنتشر على جانبها أشجار القرم. وفي جبل أبو كهف يوجد أشهر كهوف ولاية لوى. وهناك حوالي عشرين فلجا.